# District d'Adachi
Pour les articles homonymes, voir Adachi (homonymie).
Le district d'Adachi (安達郡, Adachi-gun) est un district de la préfecture de Fukushima au Japon.
Au 1er septembre 2014, sa population était de 8 416 habitants pour une superficie de 79,46 km2.

## Commune du district
- Ōtama